# Metropolitanato de Amasya

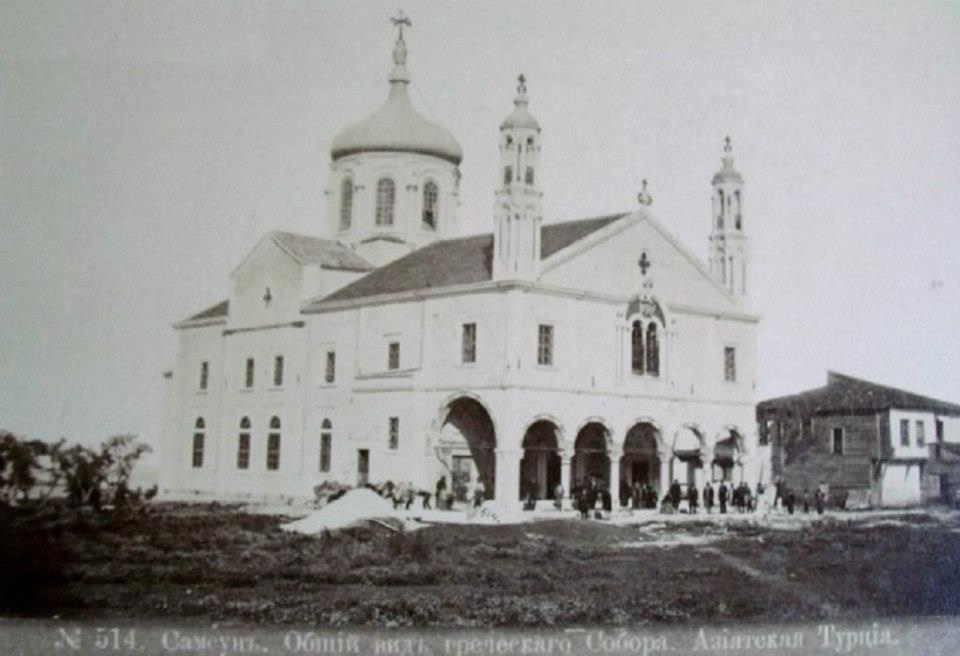
Antigua fotografía de la iglesia, hoy desaparecida, de la Santísima Trinidad de Samsun, que era la catedral de la metrópolis de Amasya en el momento de su supresión.

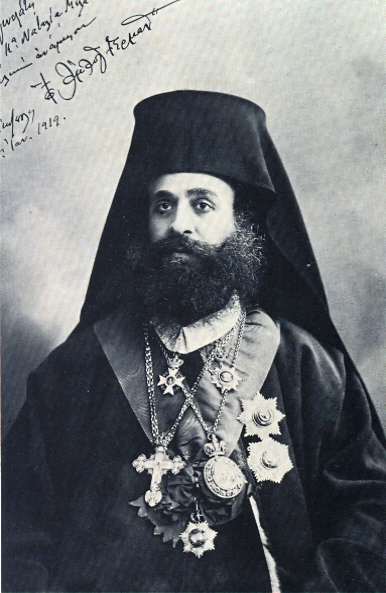
Germanos Karavangelis, último metropolitano greco-ortodoxo de Amasya (1909-1922).

El metropolitanato de Amasya (en griego: Ιερά Μητρόπολη Αμασείας) es una diócesis vacante de la Iglesia ortodoxa perteneciente al patriarcado de Constantinopla, cuya sede estaba en Amasya y luego en Amisos (la actual Samsun) en Turquía. Su titular llevaba el título de metropolitano de Amasya, el más honorable ('hipertimos') y exarca del mar Negro (en griego: Ο Αμασείας υπέρτιμος και έξαρχος της Μαύρης Θάλασσας). Es una antigua sede metropolitana de la provincia romana de Helenoponto en la diócesis civil del Ponto y en el patriarcado de Constantinopla.

## Territorio
El territorio del metropolitanato se encuentra en las provincias de Amasya, Sinope, Samsun y Tokat. El área del metropolitanato limita al norte con el mar Negro; al este con el metropolitanato de Neocesarea; al sur con los metropolitanatos de Neocesarea y de Cesarea; y al oeste con los metropolitanatos de Neocesarea (sección Gangra) y de Cesarea.
Además de Amasya y de Samsun, otras localidades del metropolitanato son Sinop, Ayancık, Çarşamba, Terme, Bafra, Vezirköprü, Boyabat, Lâdik, Merzifon y Erbaa.

## Historia
Algunas tradiciones griegas reconocen la antigüedad de la comunidad cristiana de Amasya, fundada en la era apostólica por el propio san Pedro, quien después de predicar el evangelio habría nombrado al primer obispo, Nicecio. Otra tradición vincula la evangelización de la ciudad con el apóstol san Andrés.
El martirologio romano recuerda a algunos mártires de Amasya: san Teodoro (17 de febrero), cuyas reliquias fueron trasladadas a Eucaita, donde un santuario dedicado a él fue el destino de numerosas peregrinaciones en la era bizantina; santos Cleonico y Eutropio (3 de marzo), mártires durante la persecución del emperador Maximiano; y san Basilio, obispo de Amasya (26 de abril), mártir del emperador Licinio. De los hechos del martirio de san Basilio y basados en el testimonio de Eusebio de Cesarea, su contemporáneo, resulta que la ciudad tenía varias iglesias o edificios de culto, incluida la basílica construida por el obispo mártir y en la que fue enterrado. Se encontró la inscripción dedicatoria de otra basílica, construida por el emperador Anastasio I. Un documento de finales del siglo VI atestigua la existencia de al menos cuatro monasterios en la ciudad. Entre estos, el más famoso es un monasterio cuyos orígenes se remontan a la primera mitad del siglo V, fundado por Melecio, Uranio y Seleuco. Melecio y Seleuco eran obispos de Amasya, mientras que Uranio se convirtió en obispo de Ibora.
Después del legendario Nicecio, el primer obispo documentado históricamente es Fedimo, quien circa 240 consagró al obispo de Neocesarea, san Gregorio Taumaturgo. Las fuentes conciliares atestiguan la presencia de san Basilio en el Concilio de Ancyra en 314 y de Eutiquiano en el Concilio de Nicea I en 325.
El Concilio de Nicea I en 325 aprobó la ya existente organización eclesiástica según la cual el obispo de la capital de una provincia romana (el obispo metropolitano) tenía cierta autoridad sobre los otros obispos de la provincia (sufragáneos), utilizando por primera vez en sus cánones 4 y 6 el nombre metropolitano. Quedó así reconocido el metropolitanato de Amasya en la provincia romana de Ponto Euxino. El canon 6 reconoció las antiguas costumbres de jurisdicción de los obispos de Alejandría, Roma y Antioquía sobre sus provincias, aunque no mencionó a Cesarea, su metropolitano también encabezaba de la misma manera a los obispos de la diócesis civil de Capadocia como exarca del Ponto, entre ellos al de Amasya. El canon 28 del Concilio de Calcedonia en 451 pasó al patriarca de Constantinopla las prerrogativas del exarca del Ponto, por lo que el metropolitanato de Amasya pasó a ser parte del patriarcado.
La sede se menciona en todas las Notitiae Episcopatuum del patriarcado desde el siglo VII hasta la conquista otomana de Constantinopla en el siglo XV. Generalmente ocupa la posición 12 en el orden jerárquico de las sedes metropolitanas del patriarcado, y se le asignan seis diócesis sufragáneas: Amiso, Sínope, Ibora, Andrapa, Zaliche (o Leontopoli) y Zela. La arquidiócesis autocéfala de Eucaita también pertenecía a la provincia eclesiástica, pero asumió el rango de sede metropolitana hacia fines del siglo IX.
Amasya fue ocupada por los selyúcidas circa 1075, retomada por los bizantinos circa 1106, tomada de nuevo por los turcos circa 1120, y por el Imperio otomano en 1392. A partir de este momento, la ciudad perdió importancia, también debido a la disminución progresiva en el número de cristianos, lo que llevó a la desaparición de las diócesis sufragáneas de Amasya. El metropolitanato de Amasya fue abolido circa 1370 y anexado al metropolitanato de Filadelfia, que pasó a llamarse de Sardes.
Amisos (la actual Samsun) fue tomada por los selyúcidas circa 1080, retomada por los bizantinos en 1107, de nuevo ocupada por los selyúcidas en 1214 y por los otomanos en 1392. En 1402 los mongoles arrasaron Amisos, que fue entregada por Tamerlán al Beylicato de Candar y finalmente tomada por los otomanos en 1461. La sede de los metropolitanos se trasladó a Amisos, donde se construyó la nueva catedral dedicada a la Santísima Trinidad, que todavía existía a principios del siglo XX.
La comunidad cristiana, aunque reducida en número, sobrevivió hasta el final de la Primera Guerra Mundial, al igual que la sede metropolitana. Circa 1910 la metrópolis, con una población de poco más de 285 000 habitantes, incluía 36 700 ortodoxos griegos.
El área fue parte de la República del Ponto entre enero y noviembre de 1920. El último metropolitano residente fue Germán Karavangelis, quien el 7 de junio de 1921 fue condenado a muerte en ausencia por el gobierno turco y, por lo tanto, tuvo que huir de Turquía. Tras reocupación turca, la sede fue suprimida de facto, como todas las otras diócesis ortodoxas griegas de la Turquía recién formada, siguiendo los acuerdos del Tratado de Lausana de 1923 que obligó al intercambio de poblaciones entre Grecia y Turquía, para lo cual todos los cristianos griegos ortodoxos que habitaban en Anatolia tuvieron que ser trasladados a Grecia.

## Cronología de los obispos
- Nicecio †
- Fedimo † (mencionado circa 240)
- San Atenodoro † (?-circa 275 falleció)[10]
- San Basilio I † (antes de 314-circa 322/323 falleció)
- Eutiquiano † (mencionado en 325)
- Eulalio † (mencionado en 378)[11]
- Asterio † (antes de 400-circa 410/425 falleció)
- Paladio † (mencionado en 431)
- Melecio †
- Seleuco † (antes de 448-después de 458)
- Mamas? † (circa 491/518)[12]
- Esteban † (mencionado en 553)
- Juan I † (antes de 680-692)[13][14]
- Teodoro I † (mencionado en 692)[13][15]
- Daniel † (mencionado en 787)[16]
- Teofilacto † (mencionado en 791/792)[17]
- León I † (circa siglo IX)[18]
- Nicéforo † (mencionado en 869)[19]
- Anónimo † (mencionado en 877/886)[20]
- Malaceno † (inicios del siglo X)[21]
- Esteban I † (?-agosto de 925 elegido patriarca de Constantinopla)[22]
- Melecio I † (siglo X)[23]
- Niceto I † (mencionado circa 1000)[24]
- Basilio II † (siglo XI)[25]
- Juan II † (siglo XI)[26]
- Miguel I † (antes de 1029-después de 1032)[27]
- Anónimo † (mencionado en 1059)[28]
- Teodoro II † (mencionado en 1079)[29]
- Niceto II † (?-después de 2 de marzo de 1166 depuesto o falleció)[30][31]
- León II † (antes de 6 de mayo de 1166-después de 1172)[30][32]
  - Miguel II † (mencionado en 1174) (obispo electo)[33]
- Anónimo † (mencionado en 1186)
- Esteban II † (mencionado en 1197)
- Calixto † (mencionado en 1315)
- Miguel III † (antes de 1370-después de 1387)
- Josafat I † (mencionado en 1439)
- Daniel? † (mencionado en 1450)
- Sabacio † (antes de 1546-después de 1547)
- Genadio † (mencionado en 1563)
- Josafat II † (antes de 1572-después de 1578)
- Antimo I † (mencionado en 1590)
- Josafat III † (mencionado en 1591)
- Gregorio † (antes de 1617-12 de abril de 1623 elegido patriarca de Constantinopla)
- Melecio II † (15 de junio de 1623-julio de 1626 depuesto)
- Zacarías † (1626-1633)
- Melecio II † (1633-marzo 1635 depuesto) (por segunda vez)
- Ezequiel † (13 de marzo de 1635-1641 elegido metropolitano de Euripo)
- Metrofanes † (1641-1644)
- Arsenio † (2 de febrero de 1644-1652 falleció)
- Cosme † (marzo de 1652-1656 depuesto)
- Gerásimo † (noviembre de 1656-1665 depuesto)
- Cosme † (1665-1668) (por segunda vez)
- Gerásimo † (1668-1672) (por segunda vez)
- Josafat III †
- Joanicio †
- Dionisio I † (mencionado en 1717 y en el 1724)
- Agapito † (mencionado circa 1725)
- Calínico I † (mencionado en 1732)
- Beniamino † (mencionado en 1756)
- Gabriel † (?-1766 renunció)
- Dionisio II † (antes de 1771-1780)
- Paisio † (septiembre de 1780-1809 falleció)
- Neófito † (diciembre de 1809-julio 1826 renunció)
- Dionisio III † (julio de 1826-enero de 1827 suspendido)
- Neófito † (enero de 1827-agosto de 1828 renunció) (por segunda vez)
- Melecio III † (agosto de 1828-noviembre de 1830 elegido metropolitano de Tesalónica)
- Dionisio III † (noviembre de 1830-septiembre de 1835 depuesto) (por segunda vez)
- Calínico II † (septiembre de 1835-marzo de 1847 falleció)
- Cirilo † (marzo de 1847-3 de octubre de 1855 elegido patriarca de Constantinopla)
- Sofronio I † (9 de octubre de 1855-2 de octubre de 1863 elegido patriarca de Constantinopla)
- Sofronio II † (17 de enero de 1864-junio de 1887 falleció)
- Antimo II Alexoudis † (22 de julio de 1887-5 de febrero de 1908 suspendido)
- Germán Karavangelis † (5 de febrero de 1908-27 de octubre de 1922 elegido metropolitano de Ioannina)
- Espiridón Vlachos † (27 de octubre de 1922-15 de abril de 1924 elegido metropolitano de Ioannina)
  - Germán Karavangelis † (12 de julio de 1924-10 de febrero de 1935 falleció) (por segunda vez)
  - Apostolo Tryphonos † (25 de octubre de 1951-29 de noviembre de 1957 falleció)